# Người cá (tiểu thuyết)
Người cá (tiếng Nga: Человек-амфибия) là tên gọi cuốn tiểu thuyết viễn tưởng của nhà văn Alexander Romanovich Belyaev về một chàng trai có khả năng sống được dưới nước, phát hành lần đầu năm 1927.

## Nội dung
Bác sĩ người Argentina Salvator, một nhà khoa học và nhà phẫu thuật chưa có giấy phép, đã tạo cho con trai ông, Ichthyander (tiếng Nga: Ихтиандр, Ichtiandr) (từ nguyên tiếng Hy Lạp: "người cá") a life-saving transplant - a set of shark gills. Thí nghiệm này thành công nhưng nó hạn chế khả năng tương tác bên ngoài môi trường nước của cậu trai trẻ. Cậu phải sống phần lớn thời gian trong nước. Một thợ kiếm ngọc trai ở địa phương là Pedro Surita đã biết được khả năng đặc biệt của Ichthyander và tìm cách lợi dụnng cậu bé.
Cũng như những tác phẩm khác của Beliaev, the book investigates the possibilities of physical survival under extreme conditions, as well as the moral integrity of scientific experiments. It also touches on socialist ideas of improving living conditions for the world's poor.

## Chuyển thể
- 1961 - Người cá (phim)
- 2004 - Quỷ biển (phim truyền hình)
- 2009 - Người cá 2

## Bản dịch tiếng Việt
Tác phẩm này có một bản dịch tiếng Việt với nhan đề Người cá, do Lê Phương dịch, Nhà xuất bản Kim Đồng, 1972, Đỗ Ca Sơn dịch, xuất bản 2016.